# Teresa Świklanka
Teresa Świklanka ps „Teresa”, „Wera”, „Weronika” (ur. 28 maja?/10 czerwca 1917 w Pskowie, zm. 27 września 1944 w Warszawie) – polska kurierka, członkini SZP–ZWZ–AK, podporucznik Armii Krajowej.

## Życiorys
Teresa Świklanka była córką Aleksandra (kolejarz) oraz Weroniki z domu Łabanowska. W Wilnie była uczennicą gimnazjum ss. benedyktynek, a w 1938 w Warszawie w gimnazjum K. Malczewskiej uzyskała maturę. Studentka Uniwersytetu Warszawskiego Wydziału Matematyczno-Przyrodniczego. Instruktorka PWK, a we wrześniu 1939 z ramienia PWK brała udział w obronie Warszawy. Słuchaczka tajnej Wyższej Szkoły Higieny Psychicznej w Zagórzu w czasie okupacji. Od października 1939 w konspiracji. Początkowo była łączniczką, a następnie kurierką i emisariuszką komórki o kryptonimie „Dworzec Wschodni” Oddziału Łączności Konspiracji KG SZP-ZWZ-AK. Bezpośrednio współpracowała również z szefem tego oddziału Janiną Karasiówną „Bronką”. Ochotniczo zgłosiła się jako kurierka do Wilna i była pierwszą, której udało się dotrzeć do komendanta Okręgu Wileńskiego pułkownika Aleksandra Krzyżanowskiego „Wilka”. 22 stycznia 1941 została za ten czyn odznaczona Krzyżem Walecznych. Odbyła kilkakrotnie trasę do Wilna. Zatrzymana przez Niemców w powstaniu warszawskim na ul. Chocimskiej, a następnie badana na Szucha. Została zwolniona i przedostała się na Mokotów, gdzie brała udział w walkach w rejonie ul. Puławskiej. Zginęła w kanałach podczas próby przejścia do Śródmieścia.

## Awanse
- kapitan – pośmiertnie[1]

## Ordery i odznaczenia
- Krzyż Srebrny Orderu Virtuti Militari – pośmiertnie[1][2] nr 13148[3]
- Krzyż Walecznych – dwukrotnie
- Złoty Krzyż Zasługi z Mieczami